# Antonaria femorata
Antonaria femorata es una especie de coleóptero de la familia Megalopodidae.

## Distribución geográfica
Habita en República del Congo.